# Orangina
Orangina è un marchio registrato di un'aranciata appartenente al gruppo francese Orangina Schweppes ma nata in Algeria, a sua volta parte del gruppo giapponese Suntory.

## Caratteristiche
La composizione tipica dell'Orangina ha il 12% di succo di arancia, il 2% di polpa d'arancia e il 2% di succo di limone; tuttavia la ricetta varia a seconda del prodotto specifico e del contenitore.
È un marchio popolare in Europa, specialmente nei paesi francofoni, e in misura molto minore nel Nordamerica.
In Italia viene distribuita da OnestiGroup S.p.A: non sono però commercializzate le bottigliette di vetro da 25 cl, ovvero quelle con l'Orangina classica. 
La conservazione avviene tramite pastorizzazione anziché con l'uso di conservanti.